# Becky Hill/Diskografie
Diese Diskografie ist eine Übersicht über die musikalischen Werke der britischen Popsängerin Becky Hill. Den Schallplattenauszeichnungen zufolge hat sie bisher mehr als 25,2 Millionen Tonträger verkauft. Ihre erfolgreichste Veröffentlichung ist die Single Lose Control mit über 4,5 Millionen verkauften Einheiten.

## Alben

### Studioalben
| Jahr | Titel Musiklabel                         | Höchstplatzierung, Gesamtwochen, AuszeichnungChartsChartplatzierungen (Jahr, Titel, Musiklabel, Platzierungen, Wochen, Auszeichnungen, Anmerkungen) | Anmerkungen                                               |
| Jahr | Titel Musiklabel                         | UK | Anmerkungen                                               |
| ---- | ---------------------------------------- | --- | --------------------------------------------------------- |
| 2021 | Only Honest on the Weekend Polydor (UMG) | UK7 Platin · (88 Wo.)UK | Erstveröffentlichung: 27. August 2021 Verkäufe: + 317.500 |
| 2024 | Believe Me Now? Polydor (UMG)            | UK3 Silber · (13 Wo.)UK | Erstveröffentlichung: 31. Mai 2024 Verkäufe: + 60.000     |

### Kompilationen
| Jahr | Titel                             | Höchstplatzierung, Gesamtwochen, AuszeichnungChartsChartplatzierungen (Jahr, Titel, Platzierungen, Wochen, Auszeichnungen, Anmerkungen) | Anmerkungen                                                  |
| Jahr | Titel                             | UK | Anmerkungen                                                  |
| ---- | --------------------------------- | --- | ------------------------------------------------------------ |
| 2019 | Get to Know Universal Music (UMG) | UK20 Platin · (151 Wo.)UK | Erstveröffentlichung: 27. September 2019 Verkäufe: + 300.000 |

### EPs
- 2014: Losing
- 2017: Eko
- 2021: Christmas

## Singles

### Als Leadmusikerin
| Jahr | Titel Album                                                        | Höchstplatzierung, Gesamtwochen, AuszeichnungChartplatzierungen (Jahr, Titel, Album, Platzierungen, Wochen, Auszeichnungen, Anmerkungen) | Höchstplatzierung, Gesamtwochen, AuszeichnungChartplatzierungen (Jahr, Titel, Album, Platzierungen, Wochen, Auszeichnungen, Anmerkungen) | Höchstplatzierung, Gesamtwochen, AuszeichnungChartplatzierungen (Jahr, Titel, Album, Platzierungen, Wochen, Auszeichnungen, Anmerkungen) | Höchstplatzierung, Gesamtwochen, AuszeichnungChartplatzierungen (Jahr, Titel, Album, Platzierungen, Wochen, Auszeichnungen, Anmerkungen) | Anmerkungen                                                                                  |
| Jahr | Titel Album                                                        | DE | AT | CH | UK | Anmerkungen                                                                                  |
| ---- | ------------------------------------------------------------------ | --- | --- | --- | --- | -------------------------------------------------------------------------------------------- |
| 2014 | Gecko (Overdrive) Get to Know                                      | DE23 Gold · (21 Wo.)DE | — | — | UK1 ×3Dreifachplatin · (31 Wo.)UK | Erstveröffentlichung: 3. Juni 2014 Verkäufe: + 2.075.000; mit Oliver Heldens                 |
| 2014 | Caution to the Wind –                                              | — | — | — | — | Erstveröffentlichung: 22. Juli 2014                                                          |
| 2014 | Losing                                                             | — | — | — | UK56 (1 Wo.)UK | Erstveröffentlichung: 15. September 2014                                                     |
| 2015 | All My Love –                                                      | — | — | — | — | Erstveröffentlichung: 9. Oktober 2015 mit Watermät & Tai                                     |
| 2016 | Piece of Me Get to Know                                            | — | — | — | UK37 ×2Doppelplatin · (18 Wo.)UK | Erstveröffentlichung: 27. Februar 2016 Verkäufe: + 1.200.000; mit MK                         |
| 2016 | Back to My Love Eko                                                | — | — | — | — | Erstveröffentlichung: 29. April 2016 feat. Little Simz                                       |
| 2016 | False Alarm Get to Know                                            | — | — | — | UK28 Platin · (19 Wo.)UK | Erstveröffentlichung: 24. Juni 2016 Verkäufe: + 1.140.000; mit Matoma                        |
| 2016 | Warm Eko                                                           | — | — | — | — | Erstveröffentlichung: 17. Oktober 2016                                                       |
| 2017 | Rude Love Eko                                                      | — | — | — | — | Erstveröffentlichung: 29. März 2017                                                          |
| 2017 | Unpredictable Eko                                                  | — | — | — | — | Erstveröffentlichung: 9. August 2017                                                         |
| 2018 | Sunrise in the East Get to Know                                    | — | — | — | — | Erstveröffentlichung: 6. Juni 2018                                                           |
| 2018 | Back & Forth Get to Know                                           | — | — | — | UK12 Platin · (18 Wo.)UK | Erstveröffentlichung: 7. September 2018 Verkäufe: + 600.000; MK & Jonas Blue                 |
| 2019 | I Could Get Used to This Get to Know                               | — | — | — | UK45 Platin · (21 Wo.)UK | Erstveröffentlichung: 29. März 2019 Verkäufe: + 600.000; mit Weiss                           |
| 2019 | Wish You Well Get to Know                                          | — | — | CH64 (1 Wo.)CH | UK8 ×2Doppelplatin · (24 Wo.)UK | Erstveröffentlichung: 24. Mai 2019 Verkäufe: + 1.225.000; mit Sigala                         |
| 2019 | Lose Control Get to Know                                           | DE30 Platin · (29 Wo.)DE | AT53 Gold · (17 Wo.)AT | CH22 (38 Wo.)CH | UK11 ×2Doppelplatin · (29 Wo.)UK | Erstveröffentlichung: 11. Oktober 2019 Verkäufe: + 4.575.000; mit Meduza & Goodboys          |
| 2020 | Better Off Without You Only Honest on the Weekend                  | — | — | — | UK14 Platin · (24 Wo.)UK | Erstveröffentlichung: 10. Januar 2020 Verkäufe: + 635.000; feat. Shift K3Y                   |
| 2020 | Nothing Really Matters The London Sessions                         | — | — | — | UK76 (2 Wo.)UK | Erstveröffentlichung: 17. April 2020 mit Tiësto                                              |
| 2020 | Heaven on My Mind Only Honest on the Weekend                       | — | — | — | UK14 Platin · (17 Wo.)UK | Erstveröffentlichung: 25. Juni 2020 Verkäufe: + 655.000; mit Sigala                          |
| 2020 | Space Only Honest on the Weekend (Deluxe Edition)                  | — | — | — | UK79 (3 Wo.)UK | Erstveröffentlichung: 2. Oktober 2020                                                        |
| 2020 | Forever Young Christmas (EP)                                       | — | — | — | UK35 Silber · (9 Wo.)UK | Erstveröffentlichung: 13. November 2020 Verkäufe: + 200.000                                  |
| 2021 | Wake Up with You Original                                          | — | — | — | — | Erstveröffentlichung: 29. Januar 2021 mit Bruno Martini & Magnificence                       |
| 2021 | Last Time Only Honest on the Weekend                               | — | — | — | UK39 Gold · (11 Wo.)UK | Erstveröffentlichung: 26. März 2021 Verkäufe: + 400.000                                      |
| 2021 | Remember Only Honest on the Weekend                                | DE— aDE | — | CH96 (1 Wo.)CH | UK3 ×3Dreifachplatin · (60 Wo.)UK | Erstveröffentlichung: 18. Juni 2021 Verkäufe: + 3.245.000; mit David Guetta                  |
| 2021 | My Heart Goes (La Di Da) Only Honest on the Weekend                | DE87 (3 Wo.)DE | — | — | UK11 Platin · (29 Wo.)UK | Erstveröffentlichung: 24. August 2021 Verkäufe: + 995.000; feat. Topic                       |
| 2022 | Run Only Honest on the Weekend (Deluxe Edition)                    | — | — | — | UK21 Gold · (12 Wo.)UK | Erstveröffentlichung: 25. Februar 2022 Verkäufe: + 400.000; mit Galantis                     |
| 2022 | Crazy What Love Can Do Only Honest on the Weekend (Deluxe Edition) | DE26 Gold · (27 Wo.)DE | AT66 Platin · (8 Wo.)AT | CH29 ×2Doppelplatin · (31 Wo.)CH | UK5 ×2Doppelplatin · (35 Wo.)UK | Erstveröffentlichung: 8. April 2022 Verkäufe: + 2.095.000; mit David Guetta & Ella Henderson |
| 2022 | History Only Honest on the Weekend (Deluxe Edition)                | — | — | — | UK18 Silber · (11 Wo.)UK | Erstveröffentlichung: 5. August 2022 Verkäufe: + 200.000; mit Joel Corry                     |
| 2022 | Only You –                                                         | — | — | — | — | Erstveröffentlichung: 10. November 2022                                                      |
| 2023 | Heaven –                                                           | — | — | — | — | Erstveröffentlichung: 19. Januar 2023                                                        |
| 2023 | Side Effects –                                                     | — | — | — | UK35 Silber · (12 Wo.)UK | Erstveröffentlichung: 12. Mai 2023 Verkäufe: + 200.000; mit Lewis Thompson                   |
| 2023 | Disconnect –                                                       | — | — | — | UK6 Platin · (37 Wo.)UK | Erstveröffentlichung: 14. Juli 2023 Verkäufe: + 615.000; mit Chase & Status                  |
| 2024 | Never Be Alone –                                                   | — | — | — | UK23 Silber · (13 Wo.)UK | Erstveröffentlichung: 19. Januar 2024 Verkäufe: + 200.000; feat. Sonny Fodera                |
| 2024 | Outside of Love –                                                  | — | — | — | UK54 Silber · (12 Wo.)UK | Erstveröffentlichung: 28. März 2024 Verkäufe: + 200.000                                      |
| 2024 | Right Here –                                                       | — | — | — | UK60 (8 Wo.)UK | Erstveröffentlichung: 1. Mai 2024                                                            |

### Als Gastmusikerin
| Jahr | Titel Album                          | Höchstplatzierung, Gesamtwochen, AuszeichnungChartplatzierungen (Jahr, Titel, Album, Platzierungen, Wochen, Auszeichnungen, Anmerkungen) | Höchstplatzierung, Gesamtwochen, AuszeichnungChartplatzierungen (Jahr, Titel, Album, Platzierungen, Wochen, Auszeichnungen, Anmerkungen) | Höchstplatzierung, Gesamtwochen, AuszeichnungChartplatzierungen (Jahr, Titel, Album, Platzierungen, Wochen, Auszeichnungen, Anmerkungen) | Höchstplatzierung, Gesamtwochen, AuszeichnungChartplatzierungen (Jahr, Titel, Album, Platzierungen, Wochen, Auszeichnungen, Anmerkungen) | Anmerkungen                                                                                         |
| Jahr | Titel Album                          | DE | AT | CH | UK | Anmerkungen                                                                                         |
| ---- | ------------------------------------ | --- | --- | --- | --- | --------------------------------------------------------------------------------------------------- |
| 2013 | Afterglow Lazers Not Included        | — | — | — | UK8 ×3Dreifachplatin · (20 Wo.)UK | Erstveröffentlichung: 13. Oktober 2013 Verkäufe: + 1.950.000; Wilkinson feat. Becky Hill            |
| 2014 | Powerless Home                       | — | — | — | UK73 (2 Wo.)UK | Erstveröffentlichung: 23. Februar 2014 Rudimental feat. Becky Hill                                  |
| 2021 | Kiss My (Uh Oh) (Girl Power Remix) – | — | — | — | — | Erstveröffentlichung: 26. August 2021 Anne-Marie & Little Mix feat. Becky Hill, Raye & Stefflon Don |
| 2021 | Don’t Know About You –               | — | — | — | — | Erstveröffentlichung: 17. Dezember 2021 B Live feat. Becky Hill & Jme                               |
| 2022 | Here for You Cognition               | — | — | — | UK43 Silber · (11 Wo.)UK | Erstveröffentlichung: 11. Februar 2022 Verkäufe: + 200.000; Wilkinson feat. Becky Hill              |
| 2024 | Indestructible –                     | — | — | — | UK56 (9 Wo.)UK | Erstveröffentlichung: 29. August 2024 Andy C feat. Becky Hill                                       |

## Autorenbeteiligungen
Becky Hill als Autorin in den Charts

| Jahr | Titel Interpretation                                                           | Höchstplatzierung, Gesamtwochen, AuszeichnungChartplatzierungen (Jahr, Titel, Interpretation, Platzierungen, Wochen, Auszeichnungen, Anmerkungen) | Höchstplatzierung, Gesamtwochen, AuszeichnungChartplatzierungen (Jahr, Titel, Interpretation, Platzierungen, Wochen, Auszeichnungen, Anmerkungen) | Höchstplatzierung, Gesamtwochen, AuszeichnungChartplatzierungen (Jahr, Titel, Interpretation, Platzierungen, Wochen, Auszeichnungen, Anmerkungen) | Höchstplatzierung, Gesamtwochen, AuszeichnungChartplatzierungen (Jahr, Titel, Interpretation, Platzierungen, Wochen, Auszeichnungen, Anmerkungen) | Anmerkungen                                                |
| Jahr | Titel Interpretation                                                           | DE | AT | CH | UK | Anmerkungen                                                |
| ---- | ------------------------------------------------------------------------------ | --- | --- | --- | --- | ---------------------------------------------------------- |
| 2014 | All I See Bondax                                                               | — | — | — | UK63 (1 Wo.)UK | Erstveröffentlichung: 24. Juni 2014                        |
| 2014 | Last All Night (Koala) Oliver Heldens feat. KStewart                           | DE53 (2 Wo.)DE | AT67 (1 Wo.)AT | — | UK5 Silber · (10 Wo.)UK | Erstveröffentlichung: 8. Dezember 2014 Verkäufe: + 200.000 |
| 2016 | Gone Missing Shift K3Y feat. BB Diamond                                        | — | — | — | UK96 (2 Wo.)UK | Erstveröffentlichung: 20. November 2015                    |
| 2019 | All Day And Night Jax Jones & Martin Solveig present Europa feat. Madison Beer | DE85 Gold · (4 Wo.)DE | AT60 (4 Wo.)AT | CH77 (5 Wo.)CH | UK10 Platin · (22 Wo.)UK | Erstveröffentlichung: 29. März 2019 Verkäufe: + 1.170.000  |
| 2022 | Words Alesso & Zara Larsson                                                    | — | — | — | UK36 Gold · (18 Wo.)UK | Erstveröffentlichung: 22. April 2022 Verkäufe: + 585.000   |
| 2024 | Never Be Lonely Jax Jones & Zoe Wees                                           | DE44 (… Wo.)DE | — | — | UK41 (… Wo.)UK | Erstveröffentlichung: 9. Februar 2024                      |

## Statistik

### Chartauswertung
|                     | UK    |
| ------------------- | ----- |
| Nummer-eins-Alben   | UK—UK |
| Top-10-Alben        | UK2UK |
| Alben in den Charts | UK3UK |

|                       | DE    | AT    | CH    | UK     |
| --------------------- | ----- | ----- | ----- | ------ |
| Nummer-eins-Singles   | DE—DE | AT—AT | CH—CH | UK1UK  |
| Top-10-Singles        | DE—DE | AT—AT | CH—CH | UK6UK  |
| Singles in den Charts | DE4DE | AT2AT | CH4CH | UK28UK |

### Auszeichnungen für Musikverkäufe
| Goldene Schallplatte - Australien - 2023: für die Single Better Off Without You - 2024: für die Single Heaven on My Mind - Belgien - 2022: für die Autorenbeteiligung Words (Alesso) - Brasilien - 2023: für die Autorenbeteiligung Words (Alesso) - 2024: für die Single Heaven on My Mind - Dänemark - 2023: für die Autorenbeteiligung Words (Alesso) - 2023: für die Autorenbeteiligung All Day And Night (Jax Jones) - 2024: für die Single Crazy What Love Can Do - 2024: für die Single Gecko (Overdrive) - Frankreich - 2020: für die Single Lose Control - 2020: für die Autorenbeteiligung All Day And Night (Jax Jones) - 2025: für die Single Remember - Italien - 2017: für die Single False Alarm - 2021: für die Autorenbeteiligung All Day And Night (Jax Jones) - 2023: für die Single Remember - 2024: für die Single My Heart Goes (La Di Da) - Kanada - 2020: für die Autorenbeteiligung All Day And Night (Jax Jones) - 2023: für die Single My Heart Goes (La Di Da) - Neuseeland - 2019: für die Single False Alarm - 2023: für das Album Only Honest on the Weekend - 2024: für die Single Disconnect - Polen - 2022: für die Single Wish You Well - 2023: für das Album Only Honest on the Weekend - Portugal - 2022: für die Single My Heart Goes (La Di Da) - 2022: für die Single Remember - 2022: für die Autorenbeteiligung All Day And Night (Jax Jones) - Schweden - 2023: für die Single My Heart Goes (La Di Da) - Spanien - 2024: für die Single Crazy What Love Can Do - 2024: für die Single Remember - 2025: für die Single My Heart Goes (La Di Da) - Vereinigte Staaten - 2020: für die Single False Alarm - 2023: für die Single Remember | Platin-Schallplatte - Australien - 2024: für die Single Crazy What Love Can Do - Belgien - 2020: für die Single Lose Control - Brasilien - 2024: für die Single My Heart Goes (La Di Da) - 2024: für die Single Remember - Dänemark - 2021: für die Single Lose Control - 2023: für die Single Remember - Frankreich - 2023: für die Single Crazy What Love Can Do - Griechenland - 2021: für die Single Lose Control - Italien - 2020: für die Single Lose Control - 2023: für die Single Crazy What Love Can Do - Kanada - 2023: für die Single Crazy What Love Can Do - Neuseeland - 2021: für die Single Gecko (Overdrive) - Polen - 2023: für die Single My Heart Goes (La Di Da) - 2023: für die Single Remember - Schweden - 2022: für die Single Lose Control - Spanien - 2024: für die Single Lose Control - Vereinigte Staaten - 2023: für die Single Lose Control | 2× Platin-Schallplatte - Australien - 2024: für die Single My Heart Goes (La Di Da) - Neuseeland - 2022: für die Single Lose Control - Norwegen - 2022: für die Single Remember - Polen - 2023: für die Autorenbeteiligung Words (Alesso) - 2024: für die Single Crazy What Love Can Do - Portugal - 2020: für die Single Lose Control - Schweden - 2023: für die Single Remember 3× Platin-Schallplatte - Australien - 2024: für die Single Remember - Kanada - 2023: für die Single Lose Control - Mexiko - 2020: für die Single Lose Control - Neuseeland - 2025: für die Single Remember - Polen - 2021: für die Single Lose Control - 2021: für die Autorenbeteiligung All Day And Night (Jax Jones) 4× Platin-Schallplatte - Australien - 2021: für die Single Lose Control 5× Platin-Schallplatte - Neuseeland - 2025: für die Single Afterglow 4× Diamantene Schallplatte - Brasilien - 2024: für die Single Lose Control |

Anmerkung: Auszeichnungen in Ländern aus den Charttabellen bzw. Chartboxen sind in ebendiesen zu finden.
| Land/RegionAuszeichnungen für Musikverkäufe (Land/Region, Auszeichnungen, Verkäufe, Quellen) | Silber     | Gold       | Platin       | Diamant     | Verkäufe   | Quellen              |
| -------------------------------------------------------------------------------------------- | ---------- | ---------- | ------------ | ----------- | ---------- | -------------------- |
| Australien (ARIA)                                                                            | —          | 2× Gold2   | 10× Platin10 | —           | 770.000    | aria.com.au          |
| Belgien (BRMA)                                                                               | —          | Gold1      | Platin1      | —           | 60.000     | ultratop.be          |
| Brasilien (PMB)                                                                              | —          | 2× Gold2   | 2× Platin2   | 4× Diamant4 | 840.000    | pro-musicabr.org.br  |
| Dänemark (IFPI)                                                                              | —          | 4× Gold4   | 2× Platin2   | —           | 360.000    | ifpi.dk              |
| Deutschland (BVMI)                                                                           | —          | 2× Gold2   | Platin1      | —           | 800.000    | musikindustrie.de    |
| Frankreich (SNEP)                                                                            | —          | 3× Gold3   | Platin1      | —           | 500.000    | snepmusique.com      |
| Griechenland (IFPI)                                                                          | —          | —          | Platin1      | —           | 20.000     | Einzelnachweise      |
| Italien (FIMI)                                                                               | —          | 4× Gold4   | 2× Platin2   | —           | 330.000    | fimi.it              |
| Kanada (MC)                                                                                  | —          | 2× Gold2   | 4× Platin4   | —           | 400.000    | musiccanada.com      |
| Mexiko (AMPROFON)                                                                            | —          | —          | 3× Platin3   | —           | 180.000    | amprofon.com.mx      |
| Neuseeland (RMNZ)                                                                            | —          | 3× Gold3   | 11× Platin11 | —           | 367.500    | radioscope.co.nz NZ2 |
| Norwegen (IFPI)                                                                              | —          | —          | 2× Platin2   | —           | 120.000    | ifpi.no              |
| Österreich (IFPI)                                                                            | —          | Gold1      | Platin1      | —           | 45.000     | ifpi.at              |
| Polen (ZPAV)                                                                                 | —          | 2× Gold2   | 12× Platin12 | —           | 635.000    | olis.pl              |
| Portugal (AFP)                                                                               | —          | 3× Gold3   | 2× Platin2   | —           | 35.000     | Einzelnachweise      |
| Schweden (IFPI)                                                                              | —          | Gold1      | 3× Platin3   | —           | 280.000    | sverigetopplistan.se |
| Schweiz (IFPI)                                                                               | —          | —          | 2× Platin2   | —           | 40.000     | hitparade.ch         |
| Spanien (Promusicae)                                                                         | —          | 3× Gold3   | Platin1      | —           | 150.000    | elportaldemusica.es  |
| Vereinigte Staaten (RIAA)                                                                    | —          | 2× Gold2   | Platin1      | —           | 2.000.000  | riaa.com             |
| Vereinigtes Königreich (BPI)                                                                 | 6× Silber6 | 3× Gold3   | 26× Platin26 | —           | 17.420.000 | bpi.co.uk            |
| Insgesamt                                                                                    | 6× Silber6 | 38× Gold38 | 88× Platin88 | 4× Diamant4 |            |                      |